# NGC 6151
NGC 6151 – asteryzm znajdujący się w gwiazdozbiorze Ptaka Rajskiego. Składa się z ok. 8–10 słabych gwiazd. Odkrył go John Herschel 29 czerwca 1835 roku. Baza SIMBAD błędnie identyfikuje NGC 6151 jako galaktykę LEDA 58689 (PGC 58689).